# Клипин
Клипин —  селище в Україні, у Височанській сільській громаді Ніжинського району Чернігівської області. Населення становить 5 осіб. До 2017 орган місцевого самоврядування — Головеньківська сільська рада.

## Історія
12 червня 2020 року, відповідно до розпорядження Кабінету Міністрів України № 730-р «Про визначення адміністративних центрів та затвердження територій територіальних громад Чернігівської області», увійшло до складу Височанської сільської громади.
19 липня 2020 року, в результаті адміністративно-територіальної реформи, і ліквідації Борзнянського району, увійшло до складу новоутвореного Ніжинського району.